# مصفوفة كابيبو-كوباياشي-ماسكاوا

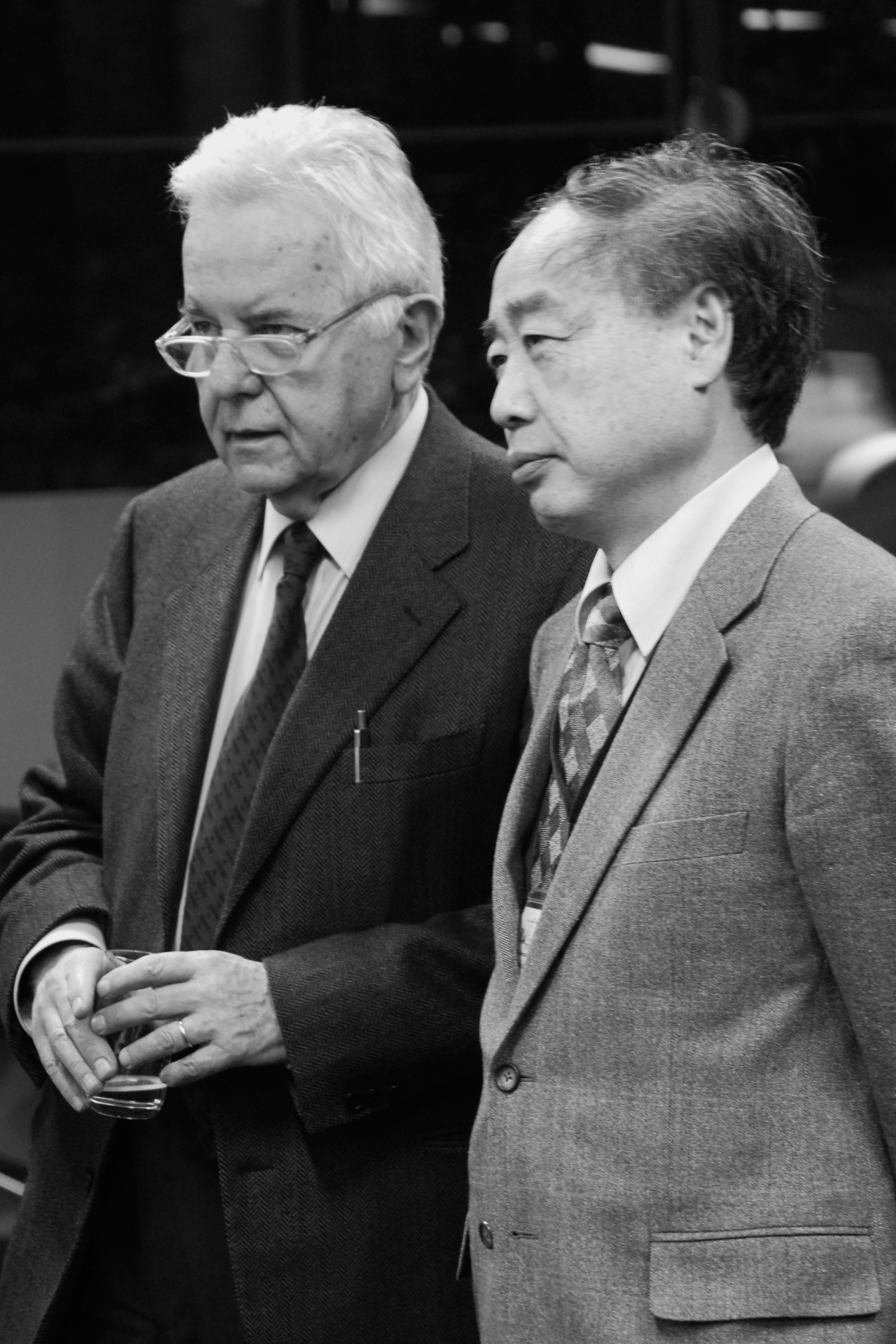
العالمان ماكوتو و كوباياشي

في النموذج العياري لفيزياء الجسيمات ، مصفوفة كابيبو-كوباياشي-ماسكاوا أو مصفوفة سي-كي-ام (بالإنجليزية: CKM matrix)‏ هي مصفوفة وحدوية تحدد معاملات المزج بين الكواركات عند التفاعل عبر التآثر الضعيف. قام كل من ماكوتو كوباياشي وتوشيهيده ماسكاوا بإستنباط هذه المصفوفة لثلاثة أجيال من الكواركات مضيفين جيلا إلى مصفوفة سابقة كان إقترحها من قبل نيكولا كابيبو. هذه المصفوفة هي امتدادا لآلية GIM، التي تضم اثنين فقط من العائلات الثلاث الحالية من الكواركات.

## أسس المصفوفة
في سنة 1963، قدم نيكولا كابيبو زاوية كابيبو ({\displaystyle \theta _{\mathrm {c} }}) للحفاظ على كونية التآثر الضعيف والتي إستوحاها من الأعمال السابقة لموري جيلمان وموريس ليفي. ترتبط زاوية كابيبو بالاحتمال النسبي لاضمحلالالذي والكوارك السفلي {\displaystyle d} والكوارك الغريب {\displaystyle s} إلى كوارك علوي {\displaystyle u}. وهو ما يمكن التعبير عنه بلغة فيزياء الجسيمات بتراكب الكواركات من النوع السفلي :
{\displaystyle d^{\prime }=V_{ud}d+V_{us}s,}
أو باستخدام زاوية كابيبو:
{\displaystyle d^{\prime }=\cos \theta _{\mathrm {c} }d+\sin \theta _{\mathrm {c} }s.}
يمكن حساب زاوية كابيب وباستخدام القيم الحالية لـ {\displaystyle |V_{ud}|} و {\displaystyle |V_{us}|} :
{\displaystyle \tan \theta _{\mathrm {c} }={\frac {|V_{us}|}{|V_{ud}|}}={\frac {0.22534}{0.97427}}\rightarrow \theta _{\mathrm {c} }=~13.02^{\circ }.}
عندما تم اكتشاف الكوارك الساحر {\displaystyle c} في عام 1974، لوحظ أن الكوارك السفلي {\displaystyle d} والكوارك الغريب {\displaystyle s} يمكن أن يضمحلا إما إلى كوارك علوي {\displaystyle u} أو كوارك ساحر {\displaystyle c}، مما يؤدي إلى مجموعتين من المعادلات:
{\displaystyle d^{\prime }=V_{ud}d+V_{us}s;}
{\displaystyle s^{\prime }=V_{cd}d+V_{cs}s,}
أو باستخدام زاوية كابيبو:
{\displaystyle d^{\prime }=\cos {\theta _{\mathrm {c} }}d+\sin {\theta _{\mathrm {c} }}s;}
{\displaystyle s^{\prime }=-\sin {\theta _{\mathrm {c} }}d+\cos {\theta _{\mathrm {c} }}s.}
وهو ما يمكن كتابته على شكل مصفوفي على النحو التالي:
{\displaystyle {\begin{bmatrix}d^{\prime }\\s^{\prime }\end{bmatrix}}={\begin{bmatrix}V_{ud}&V_{us}\\V_{cd}&V_{cs}\\\end{bmatrix}}{\begin{bmatrix}d\\s\end{bmatrix}},}
حيث تمثل المعاملات {\displaystyle |V_{ij}|^{2}} احتمال أن يضمحل كوارك من نكهة "i" إلى كوارك من نكهة "j". هذا المصفوفة تسمى مصفوفة كابيبو. و باستخدام زاوية كابيبو نحصل على صيغة مصفوفة دوران :
{\displaystyle {\begin{bmatrix}d^{\prime }\\s^{\prime }\end{bmatrix}}={\begin{bmatrix}\cos {\theta _{\mathrm {c} }}&\sin {\theta _{\mathrm {c} }}\\-\sin {\theta _{\mathrm {c} }}&\cos {\theta _{\mathrm {c} }}\\\end{bmatrix}}{\begin{bmatrix}d\\s\end{bmatrix}},}
لاحظ كل من كوباياشي وماسكاواأن انتهاك-CP لا يمكن تفسيره في نموذج من أربع كواركات فقط، فقاما بتعميم مصفوفة كابيبو إلى مصفوفة كابيبو-كوباياشي-ماسكاوا للإضمحلال الضعيف لثلاثة أجيال من الكواركات:
{\displaystyle {\begin{bmatrix}d^{\prime }\\s^{\prime }\\b^{\prime }\end{bmatrix}}={\begin{bmatrix}V_{ud}&V_{us}&V_{ub}\\V_{cd}&V_{cs}&V_{cb}\\V_{td}&V_{ts}&V_{tb}\end{bmatrix}}{\begin{bmatrix}d\\s\\b\end{bmatrix}}.}
أفضل تقدير حالي لعناصر مصفوفة CKM هو:
{\displaystyle {\begin{bmatrix}|V_{ud}|&|V_{us}|&|V_{ub}|\\|V_{cd}|&|V_{cs}|&|V_{cb}|\\|V_{td}|&|V_{ts}|&|V_{tb}|\end{bmatrix}}={\begin{bmatrix}0.97427\pm 0.00015&0.22534\pm 0.00065&0.00351_{-0.00014}^{+0.00015}\\0.22520\pm 0.00065&0.97344\pm 0.00016&0.0412_{-0.0005}^{+0.0011}\\0.00867_{-0.00031}^{+0.00029}&0.0404_{-0.0005}^{+0.0011}&0.999146_{-0.000046}^{+0.000021}\end{bmatrix}}.}